# خديجة أكباش
خديجة أكباش (من مواليد 1 يناير 2002) هي بطلة عالمية تركية ملاكمة تتنافس في وزن البانتام (54 كجم).

## السنوات الأولى
بدأت خديجة أكباش الملاكمة في سن التاسعة في صالة الألعاب الرياضية التي افتتحها والدها في ملطية.
حصلت على الميدالية الذهبية في بطولة أوروبا للملاكمة للشباب للسيدات 2016 في أردو (تركيا)، تركيا. أصبحت بطلة وزن الذبابة (50-52 كجم) في بطولة أوروبا للملاكمة تحت 22 سنة 2022 التي أقيمت في بوريتش، كرواتيا في 22 مارس 2022.

## الملاكمة
فازت بالميدالية الذهبية في 20 مايو 2022 في فئة 54 كجم في بطولة العالم للسيدات بعد فوزها على الرومانية لاكراميوارا بيريجوك في إسطنبول، تركيا. حصلت على الميدالية الذهبية في دورة ألعاب البحر الأبيض المتوسط 2022 في وهران بالجزائر. حصلت على الميدالية البرونزية في دورة الألعاب الأوروبية 2023 في نوفي تارج، بولندا في 30 يونيو 2023.
خديجة عضوة في نادي Fenerbahçe Boxing ‏.

## الحياة الشخصية
ولدت خديجة أكباش في أنقرة، تركيا في 1 يناير 2002. والدها كرم أكباش بطل ملاكمة تركي في عام 2010 لكنه لم يحقق أي نجاح دولي. لديها أخت وأخ أكبر.

## روابط خارجية
- سجل الملاكمة لـ خديجة أكباش من بوكس ريك